# Sacalia

Sacalia är ett släkte av sköldpaddor. Sacalia ingår i familjen Geoemydidae.
Arter enligt Catalogue of Life::
- Sacalia bealei
- Sacalia pseudoocellata
- Sacalia quadriocellata

Reptile Database listar Sacalia pseudoocellata som synonym till Cuora trifasciata.